# Borki Wielkie (gmina w województwie tarnopolskim)
Borki Wielkie – dawna gmina wiejska w powiecie tarnopolskim województwa tarnopolskiego II Rzeczypospolitej. Siedzibą gminy były Borki Wielkie.

## Historia
Gminę utworzono 1 sierpnia 1934 r. w ramach reformy na podstawie ustawy scaleniowej z dotychczasowych gmin wiejskich: Borki Wielkie, Chodaczków Mały, Czernielów Mazowiecki, Czernielów Ruski, Czołhańszczyzna, Dyczków, Konstantynówka, Krasówka, Romanówka, Smykowce i Stupki.
W marcu 1938 przyznano marszałkowi Edwardowi Śmigłemu-Rydzowi honorowe obywatelstwo gminy.
Po II wojnie światowej obszar gminy znalazł się w ZSRR.